# کراتینوسیت

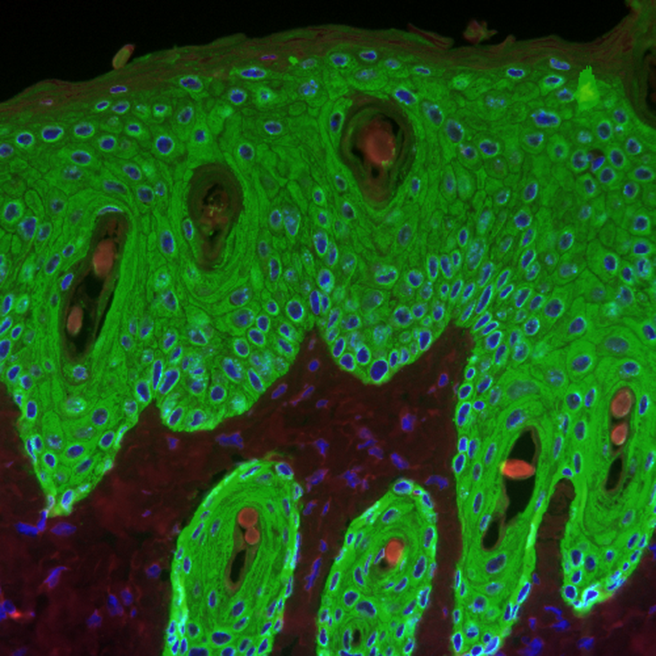
کراتینوسیت (به رنگ سبز) در پوست موش

کراتینوسیت (انگلیسی: Keratinocyte) سلول اصلی سازنده روپوست است. در واقع ۹۰٪ سلولهای اپیدرم کراتینوسیت هستند. به این سلولها بازال سل نیز گفته می‌شوند. این سلولها عملکرد دفاعی در برابر عوامل خارجی مانند میکروبها، حرارت، نور آفتاب و ... دارند.
عوامل مؤثر در تمایز و تکثیر سلولهای کراتینوسیت عبارتند از: کلسیم، ویتامین دی ،عامل رشد اپیدرمال، کاتپسین E، کورتیزول، ویتامین آ و TGF-α